# Yvonne Brewster
Pour les articles homonymes, voir Brewster.
Yvonne Brewster, née le 7 octobre 1938 à Kingston (Jamaïque), est metteuse en scène, enseignante et écrivaine membre de l'Ordre de l'Empire britannique. Elle a également co-fondé le théâtre des entreprises Talawa au Royaume-Uni et La Grange en Jamaïque.

## Biographie
Née à Kingston (Jamaïque), Yvonne Brewster, née Clarke, va au Royaume-Uni pour étudier au milieu des années 1950 le théâtre, à la Rose Bruford College. Elle est alors la première étudiante noire au théâtre dramatique du Royaume-Uni. Elle reçoit une distinction pour son travail dans le Théâtre et le Mime lors de sa présence à la Royal Academy of Music.
Actrice noire, Yvonne Brewster a toutefois du mal à obtenir des rôles et se lance alors dans la réalisation.
En 1965, elle retourne en Jamaïque pour enseigner l'art dramatique et fonde en 1965, avec Trevor Rhône, The Barn, à Kingston, en Jamaïque, dans le garage de son père. Il s'agit de la première compagnie de théâtre professionnelle,.
Elle revient définitivement au Royaume-Uni au début des années 1970 et commence une carrière de réalisatrice.
Elle travaille à la radio et à la télévision. Entre 1982 et 1984, elle est agente de dramaturgie au Conseil des Arts de Grande-Bretagne,.
En 1985, elle co-fonde la compagnie théâtrale Talawa avec Mona Hammond, Carmen Munroe et Inigo Espejel, à l'aide de financement de la Greater London Council (alors dirigé par Ken Livingstone). Yvonne Brewster est la directrice artistique de Talawa jusqu'en 2003,.
En 1986, elle obtient un financement pour produire une version de la pièce de C.L.R. James, The Black Jacobins (en) avec des acteurs noirs et non des acteurs blancs déguisés (black face). La pièce est un succès retentissant, ses bénéfices servent à financer la compagnie Talawa. Norman Beaton un acteur noir guyanais résidant au Royaume-Uni en pointe à l'époque joue le rôle de Toussaint l'Ouverture aux côtés de Mona Hammond (en), Trevor Laird (en), Jenny Jules (en) et Brian Bovell, parmi une équipe de 23 acteurs.
Elle a produit 29 spectacles comprenant des classiques africains, américains, caribéens et britanniques, donnant aux artistes noirs négligés dans le courant dominant une chance d'élargir leur répertoire.
Elle travaille sur de nombreux films parmi lesquels The Harder They Come, Smile Orange et The Marijuana Affair, et pour BBC TV The Fight Against Slavery et My Father Sun Sun Johnson.
Yvonne Brewster fait la mise en scène de la toute première production noire de The Importance of Being Earnest d'Oscar Wilde à l'Opéra de Newcastle. Elle reprend des classiques contemporains pour des compagnies régionales établies et, à l'automne 1991, elle dirige les Noces de sang de Federico Garcia Lorca pour le Royal National Theatre et la première production entièrement noire d'Antoine et Cléopâtre de William Shakespeare, avec Doña Croll et Jeffery Kissoon. Son travail est acclamé à l'échelle internationale.
Au fil des ans, elle dirige une succession de productions révolutionnaires pour Talawa, allant de The Road de Wole Soyinka au King Lear de William Shakespeare, Tis A Pity She's A Whore de John Ford, No Chicken de Derek Walcott à Othello.
À l'automne 1995, Yvonne Brewster réalise pour la BBC une reprise de The Gods Are Not to Blame d'Ola Rotimi avec Trevor Macdonald et Robert Stephens, puis Roméo et Juliette. Fin 1995, elle met en scène L'Amant d'Harold Pinter à Florence au Teatro della Limonaia. Aux États-Unis, elle  dirige Ti Jean and His Brothers à l'Université California Davis en tant qu'artiste en résidence, et The Eye of Gabriel de Femi Euba à Baton Rouge en Louisiane.

## Distinctions
En 1993, elle devient membre de l'Ordre de l'Empire britannique pour Services aux Arts de la liste royale des honneurs. En 2001, elle obtient un doctorat honorifique de l'Open University. En 2005, le Central School of Speech and Drama (Université de Londres) lui confère un titre de membre d'honneur, en reconnaissance de son implication dans le développement du théâtre Britannique. En 2013, elle est nommée l'une des 100 Women de la BBC.
Elle reçoit aussi le Living Legend Award du National Black Theatre Festival à Winston Salem en Caroline du Nord et un Arts Council Woman of Achievement Award.
Au Royaume-Uni elle est docteure honoraire à l'Open University,

## Publications
Yvonne Brewster publie ses mémoires en 2004, intitulées La fille de l'Entrepreneur : La vie colorée d'une metteuse en scène de théâtre (The Undertaker’s Daughter: The Colourful Life of a Theatre Director) (Editions Arcadia). Elle publie cinq recueils de pièces de théâtre, dont For the Reckord (Barrington Reckord, Oberon Books, 2010) et pour la Société Mixte : Trois premières pièces jamaïcaines, publié par Oberon Books en 2012.